# Роб Макелхени
Роберт Дејл „Роб“ Макелхени (енгл. Robert Dale "Rob" McElhenney; Филаделфија, САД, 14. април 1977) је амерички глумац.
Најпознатији је по улози Мака у ситкому Увек је сунчано у Филаделфији чији је продуцент и идејни творац.
Глумио је у филмовима Анђео са два лика, A Civil Action, Wonder Boys, Thirteen Conversations About One Thing, Latter Days и The Tollbooth.